# Бёблинген
Бёблинген (нем. Böblingen, алем. нем. Beblenga) — город в Германии, в земле Баден-Вюртемберг.
Административный центр одноимённого района. Второй по населению (46380 человек) после города-района Зиндельфингена.

## География
Расположен в юго-западной Германии в самом центре земли Баден-Вюртемберг в 6 километрах к юго-западу от Штутгарта. В непосредственной близости от города проходит европейская трасса Е41, соединяющая восточную Швейцарию с северо-западной частью Германии. Граничит с городами Лайнфельден-Эхтердинген, Шёнайх, Хольцгерлинген, Энинген и Зиндельфинген.
В состав города с 1 сентября 1971 года входит также поселение Дагерсхайм, расположенное в 3 километрах к северо-западу с противоположной стороны от трассы Е41. Сам Бёблинген разделён на несколько жилых кварталов, сформировавшихся исторически и не имеющих точных границ: Танненберг, Вальдбург, Грунд, Диценхальде и другие.

## История

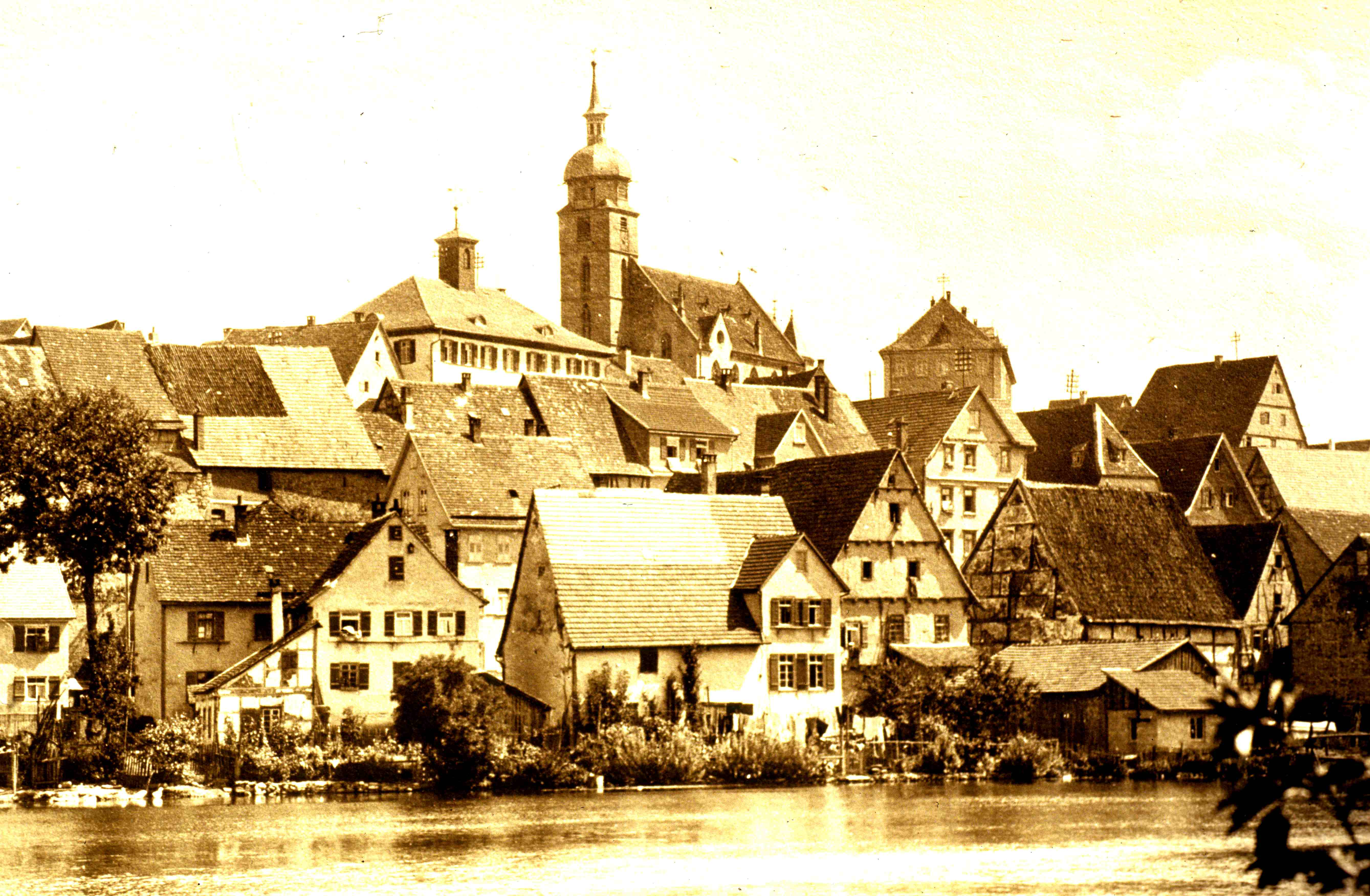
Бёблинген перед Второй мировой войной.

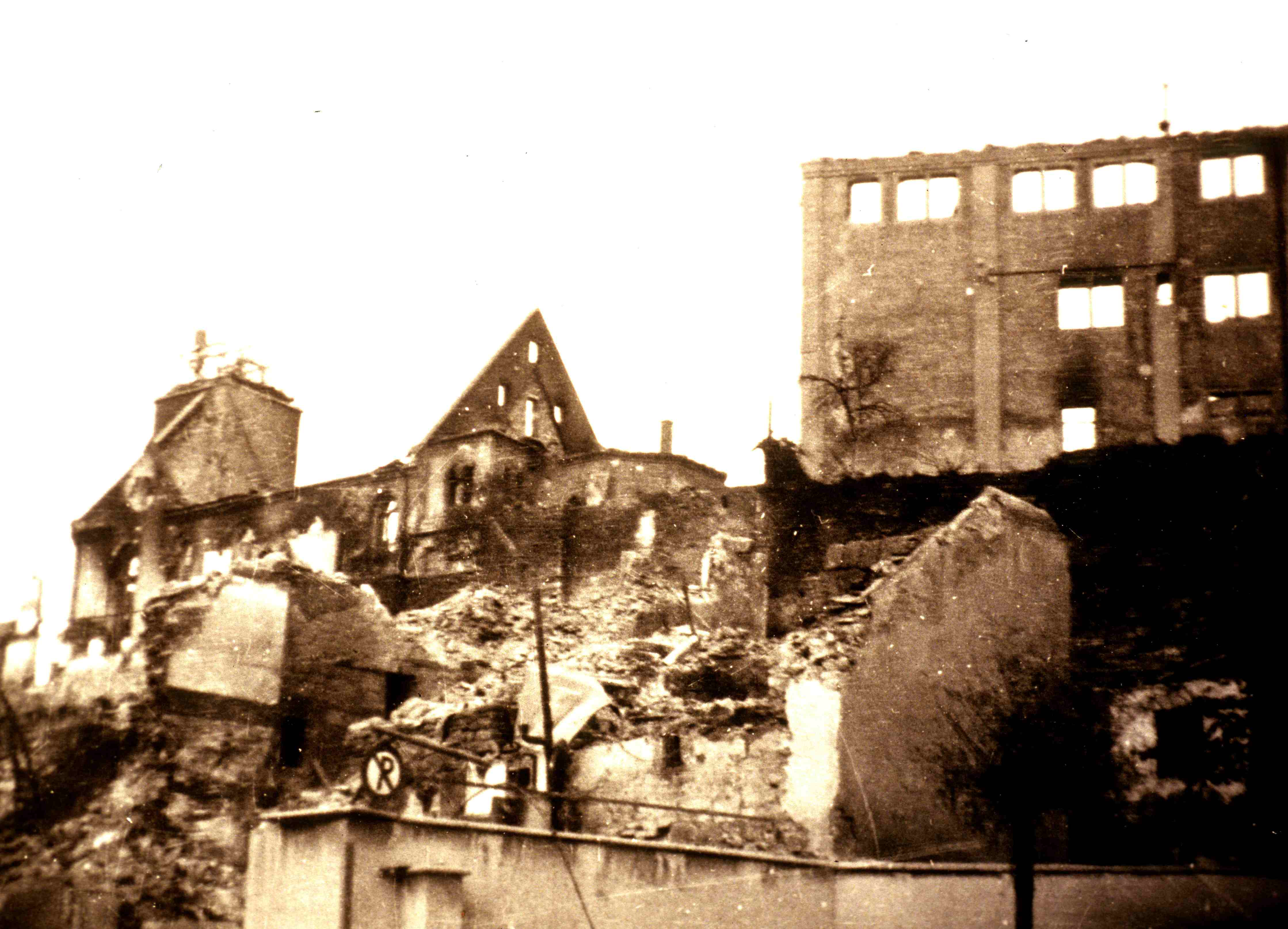
Город после бомбардировок ВВС США.

Поселения людей на территории нынешнего Бёблингена существовали ещё 22000 — 27000 лет назад, что подтверждают обнаруженные здесь археологические находки. Первое письменное подтверждение существования поселения Бебелинген (нем. Bebelingen) на этом месте относится к 1100 году до н. э. Окончание «инген» в название города указывает на алеманнское происхождение, первая часть связана, предположительно, с именем правителя здешних мест — Бобило (Bobilo).
В 1272 году на месте алеманнского поселения роднёй пфальцграфов Тюбингенских был построен город в форме полуовала вокруг стоявшей на возвышенности крепости. В середине XIV века город был продан графам дома Вюртемберг.
12 мая 1525 года в окрестностях Бёблингена произошло одно из самых кровавых сражений Крестьянской войны, когда трухзес Георг фон Вальдбург-Цайль во главе войск Швабского союза разгромил пятнадцатитысячное войско крестьян, три тысячи из которых были убиты.
В 1648 году после окончания Тридцатилетней войны население города составляло около 600 человек.
В 1818 году после основания королевства Вюртемберг Бёблинген получил статус районного центра. К 1850 году население города увеличилось до 3665 человек, по большей части евангелистов. Помимо традиционного сельского хозяйства начала развиваться промышленность. В 1879 году через Бёблинген была проведена линия железной дороги.
16 августа 1915 года во время Первой мировой войны в городе был построен военный аэродром, преобразованный в 1925 году в центральный аэропорт земли. В конце 1926 года рядом с аэропортом известный летчик-спортсмен и конструктор доктор Ганс Клемм основал самолётостроительную компанию Клемм Ляйхтфлюгцойгбау ГмбХ (Klemm Leichtflugzeugbau GmbH), сыгравшую большую роль в ходе Второй мировой войны.
Воздушный налет силами ВВС США в ночь с 7 на 8 октября 1943 года был самым тяжелым испытанием города в его истории. Бо́льшая часть старого города с городской церковью, старинным замком и ратушей лежала в развалинах. В общей сложности бомбёжками ВВС США было разрушено около 40 % Бёблингена. Большое количество жителей было ранено и убито.
Толчком к развитию города стала финансовая реформа 1948 года. Население быстро росло, к 1950 году здесь проживало 12600 жителей, к 1970 — 37500. В этот период было построено множество предприятий, в том числе IBM (в 1949 году) и Hewlett-Packard (в 1959 году).
В 1957 году, когда количество жителей Бёблингена превысило 20000, власти города подали заявку на получение статуса «большого районного города» (Großen Kreisstadt). Заявка была рассмотрена правительством Баден-Вюртемберга и утверждена 1 февраля 1962 года.

## Рост населения
| Год            | численность населения |
| -------------- | --------------------- |
| 1598           | ок. 800               |
| 1654           | 628                   |
| 1803           | 2125                  |
| 1823           | 2549                  |
| 1843           | 3504                  |
| 1850           | 3681                  |
| 1861           | 3287                  |
| 1 декабря 1871 | 3826                  |
| 1 декабря 1880 | 4365                  |
| 1 декабря 1890 | 4659                  |
| 1 декабря 1900 | 5303                  |
| 1 декабря 1910 | 6019                  |
| 16 Июня 1925   | 7227                  |

| Год              | численность населения |
| ---------------- | --------------------- |
| 16 июня 1933     | 7.998                 |
| 17 мая 1939      | 12.560                |
| 1946             | 10.809                |
| 13 сентября 1950 | 12.601                |
| 6 июня 1961      | 25.366                |
| 27 мая 1970      | 35.925                |
| 31 декабря 1975  | 40.547                |
| 31 декабря 1980  | 41.505                |
| 27 мая 1987      | 42.589                |
| 31 декабря 1990  | 44.903                |
| 31 декабря 1995  | 46.516                |
| 31 декабря 2000  | 45.637                |
| 31 декабря 2005  | 46.381                |

## Политика
Последние выборы в городской совет прошли 7 июня 2009 года. Явка избирателей составила 44,24 %. Результаты выборов были следующими:
| ХДС                   | 11 мест | (31,37 %) |
| Независимые кандидаты | 7 мест  | (21,50 %) |
| СДПГ                  | 7 мест  | (21,23 %) |
| Партия зелёных        | 5 мест  | (14,21 %) |
| СвДП                  | 4 мест  | (11,69 %) |

## Герб
Тройной красный гонфанон на золотом фоне. Герб и такой же красно-жёлтый флаг Бёблингена используется ещё со времён правления пфальцграфов Тюбингенских.

В центре герба на белом фоне красная змея с золотой короной на голове, закрученным в кольцо хвостом и высунутым изо рта раздвоенным чёрным языком. В верхней части — три красные перевёрнутые горные вершины с золотого цвета утренней звездой у острия центральной вершины. Дагерсхайм имеет свой собственный герб, несмотря на то, что с 1971 года поселение входит в состав Бёблингена. История герба Дагерсхайма уходит корнями в раннее средневековье.

## Промышленность
Крупнейшие предприятия города:
- Компьютерная индустрия: IBM, Hewlett-Packard, Philips, Siemens, Microsoft, Agilent Technologies, Verigy.
- Автомобилестроительная промышленность: Daimler, Smart, Lear.
- Книжные издательства: C&L Verlag.
- Самолётостроение: Moog GmbH

## Культура

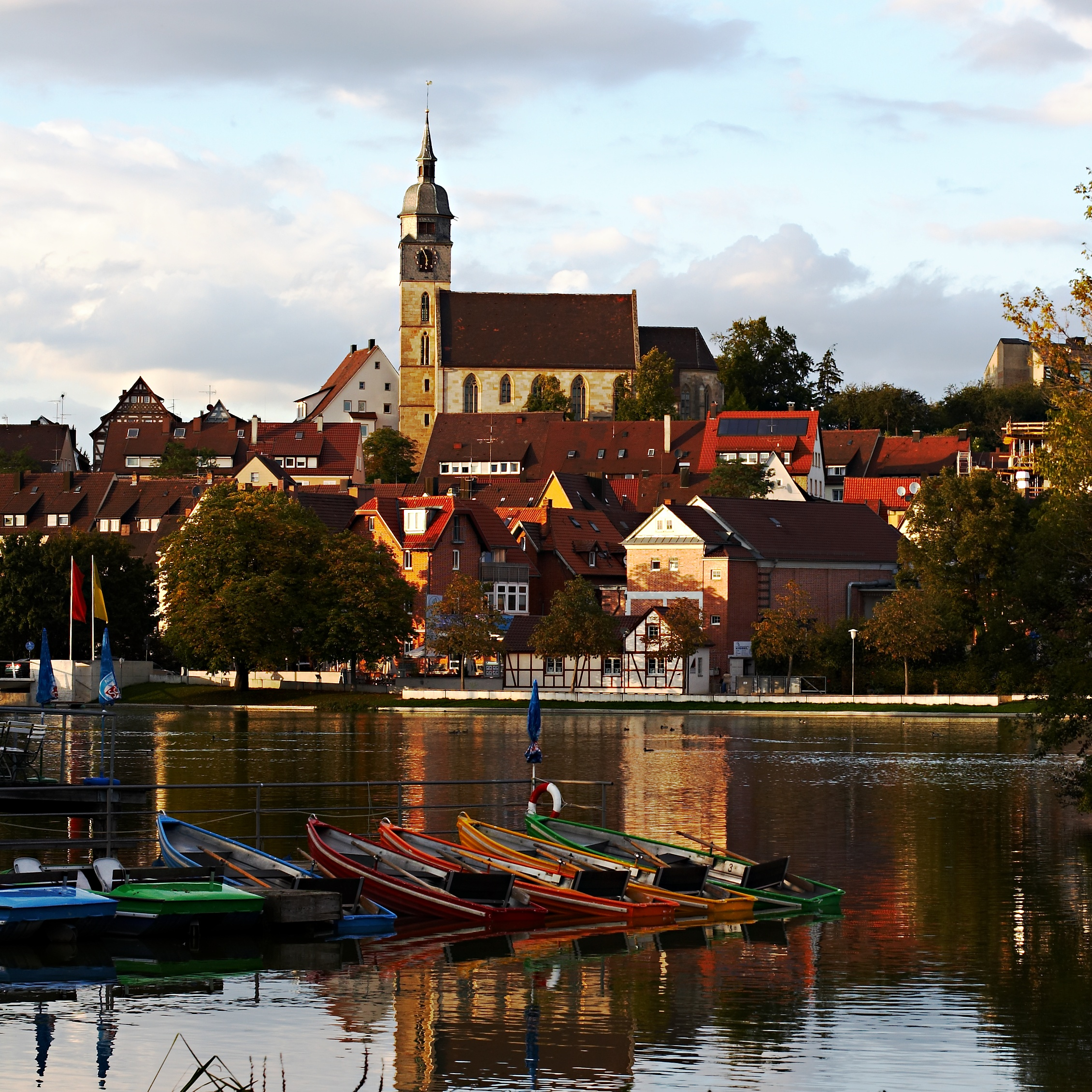
Вид с озера на евангелическую церковь

Из главных достопримечательностей города можно отметить Музей Крестьянской войны, городскую картинную галерею Бёблингена, Германский Мясницкий музей (нем.), символ города — приходская евангелическая церковь на центральной рыночной площади, восстановленная после Второй мировой войны, старая водонапорная башня высотой 31 метр с обзорной площадкой.

## Города-побратимы
| Франция        | Понтуаз        | (с 1956 года) |
| Нидерланды     | Гелен          | (с 1962 года) |
| Турция         | Бергама        | (с 1967 года) |
| Великобритания | Гленротес      | (с 1971 года) |
| Австрия        | Кремс-на-Дунае | (с 1972 года) |
| Италия         | Альба          | (с 1985 года) |
| Германия       | Зёммерда       | (с 1988 года) |